# Gorton
Gorton est un quartier de Manchester dans le Nord-Ouest de l'Angleterre. Il est renommé pour son église, un monastère gothique datant du XIXe siècle tenu par des franciscains.

## Histoire
Selon l'histoire locale, le mot « Goreton » dérive son nom de « Gore Tone » (« ville sanguinaire ») à cause d'une bataille entre les Saxons et les Danois dans la région,. Les historiens ont rejeté cette affirmation. Le nom  « Gorton » signifie « ferme sale », peut-être un emprunt de Gore Brook, nom d'un ruisseau sale, boueux, qui court encore à travers le township aujourd'hui. La couleur des eaux du ruisseau peut provenir de la terre ou de dépôts ferreux.
MetroVick y possédait une usine de motrices électriques dans les années 1950.